# Паолини (Фрозиноне)
Паолини је насеље у Италији у округу Фрозиноне, региону Лацио.
Према процени из 2011. у насељу је живело 142 становника. Насеље се налази на надморској висини од 317 м.